# Vies politiques
Vies politiques (Men in Dark Times) est un recueil d'essais écrits entre 1955 et 1968 par la philosophe et politologue américaine Hannah Arendt et publié en 1968.

## Contenu
Dans cet ouvrage, la philosophe trace les biographies de onze personnalités politiques, artistiques et politiques, telles que Martin Heidegger, Karl Jaspers, Hermann Broch, Walter Benjamin, Bertolt Brecht, Rosa Luxembourg ou Jean XXIII. Elle essaie de comprendre ce qui a permis à ces personnalités des créer des œuvres pendant la même époque sombre, celle du pouvoir nazi et de la Seconde Guerre mondiale.